# آن مارا
آن مارا (بالإنجليزية: Ann Mara) هي نجمة اجتماعية أمريكية، ولدت في 18 يونيو 1929 في مانهاتن في الولايات المتحدة، وتوفيت في 1 فبراير 2015 في هارريسون في الولايات المتحدة بسبب ذات الرئة.